# Okayplayer
Okayplayer.com est un site web consacré au hip-hop et une communauté consacrée à la musique alternative, décrit par Rolling Stone comme « un remède contre tous ces site web promotionnels sans saveur lancé par tous les artistes en général,. » Cette communauté est fondée par le batteur des Roots Ahmir « Questlove » Thompson et l'auteure Angela Nissel en 1987, puis devient une communauté virtuelle en 1999,. En 2004, Questlove lance Okayplayer Records en parallèle à la communauté, en partenariat avec le label Decon Records,. Après près d'une décennie d'inactivité, le label est relancé en 2012 grâce à Danny,!
Okayplayer est considéré comme une communauté web permettant aux internautes de communiquer ensemble les nouveautés musicales. Okayplayer organise régulièrement des tournées et un Roots Picnic annuel,,.

## Membres
| - The Roots - Mos Def - Jean Grae - Jill Scott - Common - Talib Kweli - Hi-Tek - Dilated Peoples - J Dilla - Erykah Badu - Meshell Ndegeocello | - D'Angelo - Jaguar Wright - Blackalicious - Jazzyfatnastees - Skillz - Aceyalone - Danger Doom - The Coup - Leela James - M-1 (of dead prez) - Mr. Lif | - Tap Genius - Scratch (ancien membre du groupe The Roots) - India.Arie - K-os - RJD2 - Grandmaster Melle Mel - Pharoahe Monch - Amy Winehouse - DJ Jazzy Jeff |